# دومينغو ميندي
دومينغو ميندي (1870 – القرن العشرين) هو مبارز بالسيف أوروغواياني راحل، مثّل بلاده في الألعاب الأولمبية الصيفية 1924.

## روابط خارجية
دومينغو ميندي على موقع أوليمبيديا (الإنجليزية)